# Anhaltelager
Anhaltelager waren in Österreich während der Zeit des austrofaschistischen Ständestaats zunächst zwischen 1933 und 1938 Internierungslager, in die politische Gegner, zuerst illegale Nationalsozialisten, nach dem Februaraufstand 1934 auch Sozialdemokraten und Kommunisten ohne Anhörung und ohne Gerichtsverfahren eingewiesen wurden. Zudem wurden sie als Notarreste verwendet, da reguläre Gefängnisse stark überbelegt waren.

## Geschichte
Im nationalsozialistischen Deutschland wurde das erste Konzentrationslager am 20. März 1933 auf Veranlassung von Heinrich Himmler in den Baracken einer ehemaligen Munitionsfabrik in Dachau gegründet. In Österreich ging die Idee zur Einrichtung von „Sammellagern“ von Kreisen der Heimwehr um den Innenminister Emil Fey aus. Diese Ideen waren in der österreichischen Regierung nicht unumstritten, Abgeordnete des Landbundes sprachen sich vehement dagegen aus; Fey konnte sich aber durchsetzen und die Regierungsmitglieder des Landbundes (Vizekanzler Franz Winkler, Minister Vinzenz Schumy, Staatssekretär Franz Bachinger) schieden daraufhin unter Protest aus der Regierung aus.
Das erste Anhaltelager wurde im September 1933 nach einem Erlass der Regierung Dollfuß errichtet, „um ‚sicherheitsgefährliche Personen‘ zu verhaften und ohne gerichtliches Verfahren zur ‚Verhaltung in einen bestimmten Ort zu verbringen‘“. Dies scheint auch das Charakteristikum all dieser Einrichtungen zu sein, dass nämlich Personen ohne richterliche Anhörung oder gerichtliche Verurteilung von der Exekutive auf bestimmte oder unbestimmte Zeit in Haft genommen wurden.
Es gab in Österreich eine Vielzahl lokaler Anhaltelager und Notarreste zur Unterbringung von Gefangenen aus überbelegten Haftanstalten, von denen das bekannteste das Anhaltelager Wöllersdorf in den schon lange leerstehenden Wöllersdorfer Werken war. Hier befanden sich am 17. Oktober 1933 elf festgehaltene Nationalsozialisten, der Höchststand wurde am 15. Oktober 1934 mit 4794 Anhaltehäftlingen und Strafgefangenen erreicht (4256 Nationalsozialisten, 538 Sozialdemokraten und Kommunisten); kurz vor Schließung waren noch 114 Personen in Wöllersdorf (darunter 45 Nationalsozialisten, 11 Sozialdemokraten und 58 Kommunisten). Das zweitgrößte war das Anhaltelager Kaisersteinbruch, hier befanden sich am 22. Januar 1934 77 Inhaftierte, der Höchststand wurde mit 629 Personen am 2. April 1934 erreicht (516 Nationalsozialisten, 119 Sozialdemokraten und Kommunisten), am 27. April 1934 wurden die restlichen Gefangenen nach Wöllersdorf verbracht. Weitere größere Lager waren das Anhaltelager Messendorf und jenes in Finstermünz.
Unmittelbar nach dem 12. Februar und 25. Juli 1934 entstanden auch zahlreiche kleine Lager, um die große Zahl an gefangen genommenen Aufständischen und politischen Funktionären in Verwahrung nehmen zu können; Jagschitz nennt beispielsweise Amstetten, Hollabrunn, Mödling, St. Pölten oder die Festung Hohensalzburg.
Anhaltelager existierten bis zum so genannten Anschluss Österreichs 1938.

## Vergleich mit Konzentrationslagern
Versuche des Vergleichs von Anhaltelagern mit den Konzentrationslagern der Nationalsozialisten in Deutschland wurden damals vor allem von den Nationalsozialisten gemacht. Der Völkische Beobachter verwendete diesen Begriff in stereotyper Weise, so lautet beispielsweise eine Schlagzeile vom 2. Januar 1934: „Ein Reichsdeutscher in ein österreichisches Konzentrationslager verschleppt.“ Auch heute finden sich solche Anspielungen, sie sind aber umstritten. Diese Gleichsetzung berücksichtigt die Besonderheiten der politischen Situation Österreichs nicht, die unter anderem durch die 1933 massiv einsetzenden Terrorakte der Nationalsozialisten, durch den Juliputsch und die Ermordung des Bundeskanzlers Dollfuß zur Inhaftierung von Nationalsozialisten geführt hatte. Besonders die in Wöllersdorf inhaftierten illegalen österreichischen Nationalsozialisten versuchten, propagandistischen Nutzen aus den Zuständen im Lager zu ziehen und stellten Wöllersdorf als „Hölle auf Erden“ dar. Im Unterschied zu diesen Propagandaversuchen kreisten in nationalen und auch nationalsozialistischen Darstellungen die Bezeichnung von Wöllersdorf als „völkischem Erholungsheim“, wobei die Repression im Einzelfall aber durchaus bedrückend war.
Als erwiesen gilt, dass die Behandlung der Häftlinge in den Anhaltelagern nicht mit den deutschen Konzentrationslagern gleichzusetzen ist, so gab es im Gegensatz zu den KZs bis zum Anschluss Österreichs an das Deutsche Reich keine Zwangsarbeit, keine Folter oder gar Hinrichtungen. Häftlinge konnten sich Geld zum Kauf von Lebensmitteln ins Anhaltelager schicken lassen und sich auf dem Lagergelände frei bewegen. Diese Freiheiten wurden von den Inhaftierten sowohl von kommunistischer wie auch nationalsozialistischer Seite zur ideologischen Indoktrination benutzt. Der britische Journalist George Eric Rowe Gedye, der Wöllersdorf 1934 besucht hatte, schrieb darüber, die Inhaftierten „mußten um 6 Uhr aufstehen, ihre Baracken reinigen und eine Stunde lang gymnastische Übungen machen; um 21 Uhr musste das Licht ausgelöscht werden. Ansonsten konnten sie über ihre Zeit frei verfügen und schienen sie hauptsächlich mit Fußball, Sonnenbaden und Lesen unter den Bäumen zu verbringen. Am ernstesten beschwerten sich alle Nazis mir gegenüber über das Verbot des Gemeinschaftssingens“. Die Inhaftierten mussten jedoch ihren „Aufenthalt“ in den Lagern selbst bezahlen, die Kosten betrugen sechs Schilling pro Tag, was viele an den Rand des Ruins trieb. Besuch durch Familienangehörige und Briefverkehr waren möglich. Einige Gefangene litten aber unter Depressionen und Haftpsychosen; Suizidversuche kamen vor, erfolgreiche Suizide gab es hingegen kaum.

## Bettleranhaltelager in Schlögen
Eine Besonderheit des Ständestaates war die Errichtung eines Bettleranhaltelagers in Schlögen in Oberösterreich. Durch die drückende wirtschaftliche Not der 30er Jahre waren viele Arbeitslose gezwungen, sich ihr Überleben durch Bettelei zu verdienen. Eigentlich waren die Heimatgemeinden für die Armenfürsorge zuständig, waren aber selbst finanziell nicht liquide. Die Heimatgemeinden konnten aber Unterstützungsausweise ausstellen, in die dann Leistungen anderer Gemeinden eingetragen werden konnten; eine Rückforderung dieser Leistungen war zwar möglich, aber aufgrund des hohen Verwaltungsaufwandes nicht durchzusetzen. Personen ohne einen Unterstützungsausweis konnten aufgegriffen und zu Arrest (von drei Tagen bis zu sechs Wochen) verurteilt werden. Den Bundesländern stand es aufgrund der Heimatgesetznovelle von 1935 frei, Anstalten zu schaffen, in denen die aufgegriffenen Bettler ihre Haftzeit abarbeiten konnten. Von dieser Möglichkeit hat nur Oberösterreich Gebrauch gemacht und 1935 ein Haftlagergesetz beschlossen. Landesrat und Sicherheitsdirektor Peter Revertera gab dies am 5. Juli 1935 der Öffentlichkeit bekannt. Gebaut wurde das Haftlager auf der rechten Donauseite in Schlögen, was mit der den Häftlingen zugedachten Arbeit – den Ausbau der Straße Passau-Linz – zusammenhing. Auf dem Areal des Lagers wurden vier Baracken, in denen die Häftlinge untergebracht werden konnten, und weitere Baulichkeiten zur Unterbringung des Wachpersonals errichtet. Umgeben war das Lager mit einem übermannshohen Stacheldraht, dann wurden noch ein 20 Meter hoher Wachturm und Scheinwerferbeleuchtung errichtet. Die Bewachung wurde anfänglich von 35 Schutzkorpsmännern vorgenommen, ab 1. Mai 1936 wurde dafür eine eigene Gendarmerie-Expositur mit drei Gendarmen und sieben Mann Zivilwache eingerichtet.
Am 30. August 1935 fand die erste „Bettlerrazzia“ in Oberösterreich statt, weitere folgten. Von den aufgegriffenen 915 Personen wurden 134 nach Schlögen überstellt, die anderen an ihre Heimatgemeinden verwiesen. Der Sinn des Lagers war ein edukativer (Gewöhnung an Arbeit, der Strafaspekt sei sekundär). Nach der Haft sollten die Personen in ein Arbeitsverhältnis kommen oder in den „Freiwilligen Arbeitsdienst“ eintreten. Entweichungen waren selten, allerdings gelang die Überführung in ein Arbeitsverhältnis auch nur unzureichend. Die Insassen bekamen pro Tag einen Sold von 50 Groschen und fünf Zigaretten; der Sold wurde aber nach der Haft nicht ausbezahlt, sondern in Form von Sachleistungen (Kleidung, Schuhe) ausgefolgt. In der späteren Zeit wurde die Überwachung der Häftlinge auf den Baustellen eingestellt und die Inhaftierten konnten unter dem Kommando eines Gruppenführers zu ihrer Arbeit ausrücken. Neben dem Ausbau der Straße Passau-Linz waren die Inhaftierten auch an Ausgrabungen eines römischen Kastells und an der Bergung eines Donaudampfers beteiligt. In der Presse wurde den Inhaftierten ein sehr gutes Zeugnis ausgestellt („großer Arbeitseifer und Ausdauer, hohe Disziplin“). Nach dem Anschluss, vermutlich im August 1938, wurde das Bettlerlager aufgelöst und die „Insassen freiwillig in den Arbeitsprozeß eingeführt“.
Die Resonanz auf die Einrichtung war gespalten. Andere Bundesländer konnten sich aus vorwiegend finanziellen Gründen nicht dazu entschließen, solche Lager einzurichten, und kritisierten, dass dadurch die Bettelei nur in andere Bundesländer ausgelagert werde. Tschechische Diplomaten, welche das Lager besichtigten, äußerten sich sehr positiv. Auch in der damaligen Presse war das Echo gespalten: Während die offizielle Presse des Ständestaates das Lager als „wegweisende Tat“ rühmte und die Kirchenblätter dazu nicht Stellung nahmen, bewertete die sozialistische Untergrundpresse dieses Lager als öffentliche Schande („Die Not bleibt also in Österreich anhaltend lagernd.“).

## Zwangsarbeit im NS-Zigeuner-Anhaltelager Lackenbach
Sammellager für ethnische Minderheiten, vor allem gegen die Roma, die durchaus den Charakter von Konzentrationslagern besaßen, wurden in Österreich erst nach 1938 in der NS-Zeit eingerichtet. Grundlage war der in Berlin am 13. Mai 1938 beschlossene Erlass zur Bekämpfung der „Zigeunerplage“. Mit der von der Kriminalpolizei organisierten „Aktion Arbeitsscheu Reich“ wurden im April und im Juni 1938 Sinti und Roma in Konzentrationslager eingewiesen. Dem Genozid an dieser Volksgruppe fielen nach Schätzungen 500 000 Menschen zum Opfer. Das größte „KZ-Sammellager“ dieser Art in Österreich war das „Zigeuner-Anhaltelager Lackenbach“. Es wurde im November 1940 auf dem Schaflerhof, einem ehemaligen esterhazyschen Gutshof, eingerichtet und unterstand der Kriminalpolizeileitstelle Wien (Gestapo), von der auch die Beamten der Lagerverwaltung gestellt wurden.
In Lackenbach mussten die Häftlinge ihren Unterhalt durch Zwangsarbeit, vergleichbar den deutschen Konzentrationslagern, selber bestreiten und dabei angeblich auch die nicht arbeitsfähigen Insassen mit erhalten. Anfangs arbeiteten sie nur im Lager und auf den lagereigenen Feldern bzw. in einem Sägewerk. Später wurden sie verstärkt außerhalb des Lagers eingesetzt, beim Reichsautobahnbau, beim Straßenbau, beim Bau einer Flugabwehrstellung, beim Regulieren von Bächen, beim Wehrbau, in Ziegeleien, in Mühlen, in Fabriken, in Wirtshäusern und auf Bauernhöfen. Kinder und Jugendliche „vergab“ man an Guts- und Forstbetriebe. Die Häftlinge mussten 8 bis 11 Stunden am Tag arbeiten. Da nur die ausnutzbare Arbeitskraft wichtig war, waren besonders Alte und Kinder von den Deportationen bedroht.
Weitere Anhalte- und Zigeunerlager befanden sich in St. Pantaleon-Weyer sowie am Traunsee.